# Waterloo (píseň, ABBA)
Waterloo je píseň švédské popové skupiny ABBA. Hudbu složili Benny Andersson a Björn Ulvaeus, text napsal Stikkan Anderson. Jde o první singl z druhého alba skupiny, jež nese stejný název jako píseň. Byl to také první singl, který byl připsán skupině vystupující pod jménem ABBA (předtím čtveřice vystupovala pod názvem Björn & Benny, Agnetha & Anni-Frid). Název a text písně odkazuje na bitvu u Waterloo v roce 1815 a používá ji jako metaforu pro romantický vztah. Švédská verze singlu měla na druhé straně píseň „Honey, Honey“, zatímco anglická verze píseň „Watch Out“.
V roce 1974, po vítězství ve 14. ročníku soutěže Melodifestivalen, reprezentovala píseň Švédsko na 19. ročníku soutěže Eurovision Song Contest, který se konal v Brightonu. ABBA s písní celou soutěž vyhrála a nastoupila cestu k celosvětové slávě. V roce 2005 byla „Waterloo“ vybrána jako nejlepší píseň v padesátileté historii soutěže. Dostala se na vrchol hitparád v několika zemích (Belgie, Dánsko, Finsko, Irsko, Nizozemsko, Norsko, Jihoafrická republika, Švýcarsko, Británie, Německo). ABBA natočila šest verzí, dvě v angličtině, dvě ve francouzštině, jednu v němčině a jednu ve švédštině.